# Walter Kollmann
Walter Kollmann (17. juni 1932 - 16. maj 2017) var en østrigsk fodboldspiller (forsvarer).
Kollman spillede i en årrække for Wacker Wien. Han spillede desuden 16 kampe for det østrigske landshold. Han var en del af den østrigske trup til VM 1954 i Schweiz, og spillede én kamp i turneringen, hvor østrigerne vandt bronze.